# Вазашенское золото-полиметаллическое месторождение
Вазашенское золото-полиметаллическое месторождение находится в Тавушской области РА, в 1,5-4,0 км к юго-востоку от села Вазашен. Первые геологические исследования в этом районе носили случайный характер. Они проводились исключительно для поисков медно-полиметаллических полезных ископаемых. В 1910 году Г. Н. Смирнов впервые составил геологическую карту района, включающую бассейны рек Ахум и Агстев в масштабе 1:50000. Систематические геологические исследования района начались лишь в конце 1920-х годов. Среди дореволюционных исследователей можно отметить Б. Н. Вебера, А. Гурчу, Н. С. Успенскую и Агабабова, которые в разное время изучали местные рудники, а также геологическое строение их отдельных участков.
В 2022 году компания «АТ ГРУП» ООО получила лицензию на проведения геологоразведочных работ в Вазашенском золото-полиметаллическом месторождении.
Результаты геохимической исследовании положительные. Согласно результатам, определены для дальнейших геологоразведочных работ 5 перспективных участков.
Сочетание/корреляция всех 4 видов сырья Zn-Au-Ag-Pb четко определена на этих участках.
Эти области считаются высокопотенциальными из-за обычной пространственной ассоциации многочисленных рудных тел в системе минерализации типа VHMS/VMS.